# Березенка (приток Поломети)
Березенка — река в России, протекает по Демянскому району Новгородской области. Устье реки находится напротив деревни Вольное Берёзно Ямникского сельского поселения в 34 км по правому берегу реки Полометь. Длина реки составляет 29 км. Площадь водосборного бассейна — 116 км².
По берегам реки расположены (от истока к устью): деревня Высочек, посёлок Кневицы, деревни Грязная Новинка, Заболотье, Горелое Березно Кневицкого сельского поселения.
Система водного объекта: Полометь → Пола → Ильмень → Волхов → Ладожское озеро → Нева → Балтийское море.

## Данные водного реестра
По данным государственного водного реестра России относится к Балтийскому бассейновому округу, водохозяйственный участок реки — Ловать и Пола, речной подбассейн реки — Волхов. Относится к речному бассейну реки Нева (включая бассейны рек Онежского и Ладожского озера).
Код объекта в государственном водном реестре — 01040200312102000022493.